# 福光郵便局
福光郵便局（ふくみつゆうびんきょく）は富山県南砺市にある郵便局。民営化前の分類では集配普通郵便局であった。

## 概要
民営化直前の集配業務再編において、多くの集配普通郵便局は統括センターとなったが、当局は配達センターとされたため、民営化後も郵便事業株式会社の支店は併設されず、集配センターが併設された。

## 沿革
- 1874年（明治7年）
  - 1月15日 - 西町にて福光郵便取扱所として開設[1][2]。
  - 2月 - 城端 - 福光 - 加賀二俣 - 金沢間の逓送線路が開通[2]。
- 1875年（明治8年）1月1日 - 福光郵便局（五等）となる。
- 1882年（明治15年）7月16日 - 為替・貯金取扱を開始[2]。
- 1884年（明治17年） - 東町に移転[2]。
- 1886年（明治19年）3月 - 福光郵便局に改称[2]。
- 1892年（明治25年）3月16日 - 福光郵便電信局となる。
- 1896年（明治29年）7月 - 小包郵便物の取扱を開始[2]。
- 1903年（明治36年）4月1日 - 通信官署官制の施行に伴い福光郵便局となる。
- 1951年（昭和26年）4月1日 - 電気通信業務の取扱を、新設の福光電報電話局に移管[3]。
- 1956年（昭和31年）10月1日 - 電話通話および和文電報受付事務の取扱を開始[4]。
- 1959年（昭和34年）3月1日 - 東石黒簡易郵便局[5]から貯金取扱業務を移管。
- 1964年（昭和39年）
  - 4月 - 不動建設（小矢部市）により新局舎（木造モルタル塗り一部2階建て280m2）の建設に着手[6]。
  - 8月 - 東西町（現・中央通り）に新局舎が竣工[2][7]したため、同年8月31日から事務を開始[6]。
- 1968年（昭和43年）9月16日 - 特定郵便局から普通郵便局に局種別改定[2]。
- 1969年（昭和44年）12月 - 局舎増築。
- 1980年（昭和55年）
  - 10月8日 - 中央通り商店街の近代化に伴う都市計画事業のため、栄町（高土居地区、現在地）に鉄筋コンクリート2階建て延床面積1,416m2の局舎を新築。同年10月13日より業務開始[8]。
  - 10月18日、10月19日 - 新局舎完成を記念し、郵政事業展を開催[8]。
- 1988年（昭和63年）
  - 8月1日 - 南蟹谷郵便局の廃止に伴い、取扱事務を承継。
  - 10月24日 - 福光荒木簡易郵便局の廃止に伴い、取扱事務を承継。
- 1992年（平成4年）3月30日 - 太美郵便局から集配業務を移管。
- 1999年（平成11年） - 外国通貨の両替および旅行小切手の売買に関する業務取扱を開始。
- 2007年（平成19年）10月1日 - 民営化に伴い、併設された郵便事業砺波支店福光集配センターに一部業務を移管。
- 2012年（平成24年）10月1日 - 日本郵便株式会社発足に伴い、郵便事業砺波支店福光集配センターを福光郵便局に統合。

## 取扱内容
- 郵便、印紙、ゆうパック、内容証明
- 貯金、為替、振替、振込、国際送金、外貨両替、国債、投資信託
- 生命保険、バイク自賠責保険、自動車保険
- ゆうちょ銀行ATM
- 南砺市内の一部地域の集配業務

## 周辺
- 南砺市役所本庁舎
- 旧・富山県立南砺福光高等学校
- 南砺市立福光中学校
- 国道304号
- 小矢部川

## アクセス
- JR城端線 福光駅から西へ約1.3km（徒歩約15分）
- 南砺市営バス 福光高校停留所下車
- 東海北陸自動車道 福光ICから北西へ約4km
- 駐車場あり：14台